# Lepidasthenia vietnamica
Lepidasthenia vietnamica är en ringmaskart som beskrevs av Averincev och Uschakov 1977. Lepidasthenia vietnamica ingår i släktet Lepidasthenia och familjen Polynoidae. Inga underarter finns listade i Catalogue of Life.